# Liste von Persönlichkeiten der Stadt Schweinfurt
Diese Liste zählt Personen auf, die in der Stadt Schweinfurt geboren wurden sowie solche, die mit Schweinfurt in Verbindung stehen, dabei jedoch andernorts geboren wurden. Die Liste erhebt keinen Anspruch auf Vollständigkeit.

## Söhne und Töchter der Stadt
Die folgenden Personen wurden in Schweinfurt geboren. Für die Nennung hier ist es unerheblich, ob die Personen ihren späteren Wirkungskreis in Schweinfurt hatten oder nicht. Viele sind andernorts bekannt geworden.

### Bis 1900

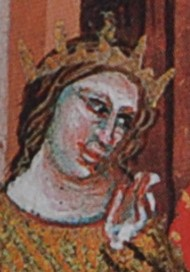
Judith von Schweinfurt

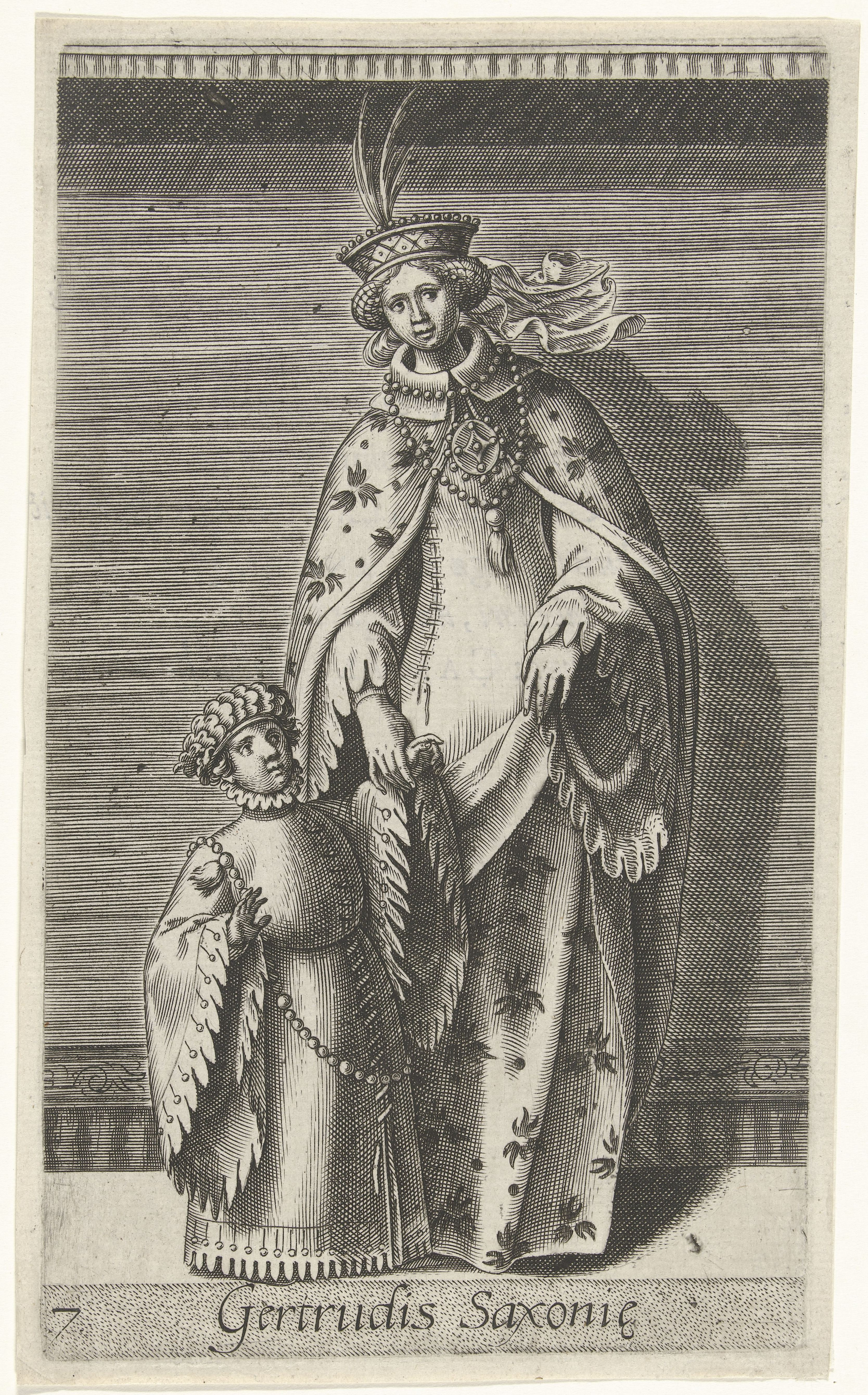
Gertrud von Sachsen

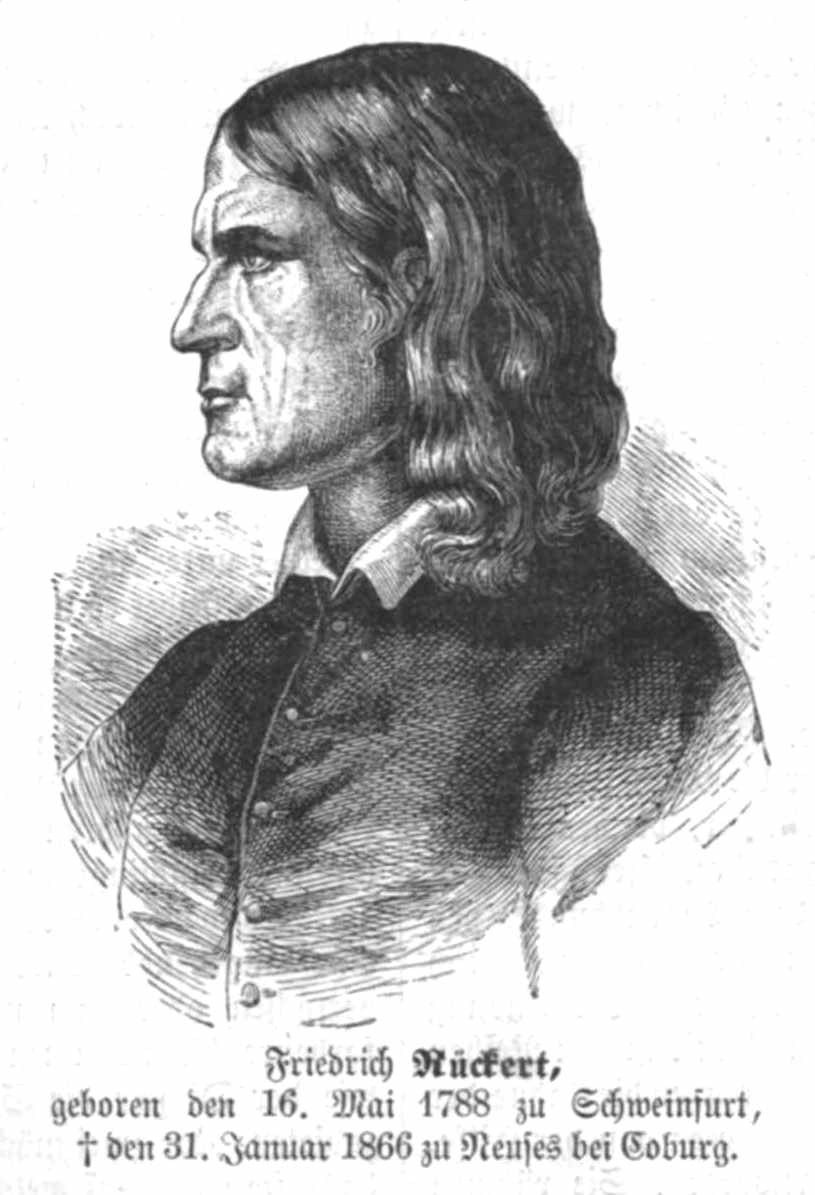
Friedrich Rückert

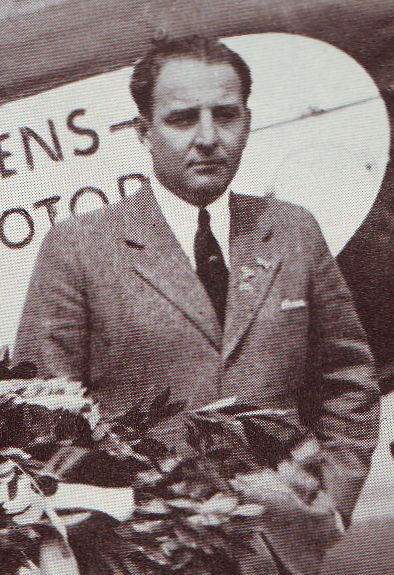
Willy Sachs

- Heinrich von Schweinfurt genannt Hezilo (vor 980–1017), Markgraf von Schweinfurt
- Judith von Schweinfurt (vor 1003–1058), Herzogin von Böhmen
- Otto von Schweinfurt († 1057), Herzog von Schwaben, letzter männlicher Vertreter der Grafen von Schweinfurt
- Gertrud von Sachsen (um 1030–1113), Gräfin von Holland und Flandern
- Gregor Heimburg (um 1400–1472), Jurist, Diplomat
- Johannes Cuspinian (1473–1529), Humanist, Dichter und kaiserlicher Diplomat
- Jacob Haylmann (1475–1525 in Annaberg), Baumeister, er vollendete die St.-Annenkirche in Annaberg
- Andreas Grundler (1516–1555), Mediziner und Humanist
- Heinrich Salmuth (1522–1576), Theologe
- Konrad II. Hartmann († 1551), Abt von Kloster Ebrach
- Georg Adam Brunner (1580–1652), Jurist, Hof- und Regierungsrat
- Johann Weinmann (1599–1672), lutherischer Geistlicher und Theologe
- Johann Lorenz Bausch (1605–1665), Mediziner, Mitbegründer und erster Präsident der heutigen Nationalen Akademie der Wissenschaften (Leopoldina)
- Georg Balthasar Wohlfahrt (1607–1674), Mediziner
- Johann Martin Uhl (* 1618), Mediziner
- Friedrich Jacob Merck (1621–1678), Apotheker
- Georg Balthasar Metzger (1623–1687), Mediziner
- Johann Philipp Deisler (1634–1665), Mediziner
- Georg Friedrich Merck (1647–1715), deutscher Apotheker
- Johann Heinrich Schmidt (1660–1723), Mediziner
- Johannes Nicolaus Kuhn (1670–1744), Architekt des Barocks
- Georg Wilhelm Vestner (1677–1740), Medailleur und Stempelschneider
- Johann Hartmann Degner (1687–1756), Mediziner
- Johann Lorenz Bach (1695–1773), Komponist
- Johann Rudolf Voit (1695–1786), Orgelbauer
- Johann Christoph Schmidt (1700–1724), Mediziner
- Johann Elias Bach (1705–1755), Komponist
- Johann Philipp Wolff (1705–1749), Mediziner, Leibarzt des Grafen von Schloss Rüdenhausen
- Johann Heinrich Bocris (1713–1776), Rechtswissenschaftler und Hochschullehrer
- Johann Benedict Voit (1713–1795), Kunstmaler, Sohn von Johann Rudolf Voit
- Johann Martin Wolff (1716–1744), Mediziner
- Johann Andreas Sixt (1742–1810), evangelischer Theologe und Philologe
- Johann Michael Voit (1744–1819), Meister der Schreinerzunft, Orgelbauer, Sohn von Johann Rudolf Voit
- Johann Philipp Wolff (1747–1825), Mediziner, Botaniker und Stadtphysicus von Schweinfurt
- Johann Kaspar Bundschuh (1753–1814), Geograph, Pädagoge, evangelischer Pfarrer
- Heinrich Johann Merck (1770–1853), Kaufmann, Gründer von H. J. Merck & Co. und Hamburger Senator
- Carl Friedrich Voit (1774–1854), Orgelbauer Sohn von Johann Michael Voit
- Johann Volkmar Voit (1772–1806), Orgelbauer, Sohn von Johann Rudolf Voit
- Johann Friedrich Wolff (1778–1806), Arzt, Botaniker und Insektenkundler
- Margarethe Geiger (1783–1809), Malerin, Zeichnerin, Grafikerin
- Friedrich Rückert (1788–1866), Orientalist, Dichter
- Catharina Geiger (1789–1861), Malerin, Zeichnerin und Kunstsammlerin
- Carl Friedrich Anton Schmidt (1802–unbekannt), Mediziner und Hochschullehrer
- Carl Friedrich Geyer (1807–nach 1865), Musikinstrumenten- und Orgelbauer
- Philipp Moritz Fischer (1812–1890), Erfinder, Konstrukteur
- Gottfried von Segnitz (1827–1905), Botaniker und Gutsbesitzer
- András Mechwart (1834–1907), Maschinenbauingenieur und Unternehmer in Ungarn, geboren als Andreas Mechwart
- Karl von Jan (1836–1899), klassischer Philologe, Musikwissenschaftler
- Friedrich Christian Helfreich (1842–1927), deutscher Augenarzt und Medizinhistoriker
- Carl Christian Giegler alias Giegler Pascha (1844–1921), Telegrapheningenieur und Gouverneur des Sudan
- Wilhelm Wittmann (1845–1899), Architekt und Hochschullehrer
- Friedrich Fischer (1849–1899), Unternehmer und Konstrukteur einer besonderen Kugelschleifmaschine
- Leonhard Limpach (1852–1933), Apotheker, Chemiker und Manager
- Georg Schepss (1852–1897), klassischer Philologe und Gymnasialprofessor
- Gustav Specht (1860–1940), Psychiater und Hochschullehrer
- Alfred Dürbig (1861–1930), Richter, Präsident des Landgerichts München I und des Oberlandesgerichts Augsburg
- Theodor Fischer (1862–1938), bedeutender Architekt und Stadtplaner
- Bertha Rottmann (1864–1908), Malerin
- Theodor Freytag (1865–1933), Ingenieur und Leiter der obersten Baubehörde Bayerns
- Heinrich Hirsch (1868–1943), Numismatiker und Münzhändler
- Hermann Rottmann (1871–1932), Verwaltungsjurist und Bezirksoberamtmann
- Friedrich Wilhelm Bock (1872–1924), Arzt und Politiker
- August Lehrmann (1878–1945), Architekt und Stadtplaner
- Franz Metz (1878–1945), Politiker (SPD), Mitglied des Reichstages
- Adolf Rottenberger (1878–unbekannt), Geschäftsmann und politischer Funktionär (NSDAP)
- Wilhelm Metzger (1879–1916), Philosoph
- Erhard Kupfer (1882–1942), Gewerkschafter und Politiker
- Heinrich Lotz (1882–unbekannt), Verwaltungsjurist und Bezirksoberamtmann
- Erich Toenniessen (1883–1958), Internist
- Albert Betz (1885–1968), Physiker und Flugzeugbauer
- Carl-Siegfried von Georg (1886–1957), Marineoffizier und U-Boot-Kommandant im Ersten Weltkrieg; geboren im Stadtteil Oberndorf
- Lothar Mohrenwitz (1886–1960), Literaturagent
- Siegfried Fürst (1887–1945), Landrat in Bayern
- August Schäfer (1888–1984), Reichsgerichtsrat
- Fritz Schertel (1890–1945), Cellist
- Karl-Georg Krug (1893–1979), Heimatdichter
- Theodor Croneiß (1894–1942), Jagdpilot im Ersten Weltkrieg und Luftfahrtfunktionär
- Hans Luxenburger (1894–1976), Psychiater, Neurologe, Rassenhygieniker und Hochschullehrer
- Willy Sachs (1896–1958), Industrieller
- Georg Schäfer (1896–1975), Unternehmer
- Karl Schwabe (1897–1937), Kürschnermeister und Sportpilot
- Karl Astel (1898–1945), „Rassenforscher“ und nationalsozialistischer Rassenhygieniker
- Ernst Kemmeter (1898–1981), Gymnasiallehrer, Germanist und Regionalhistoriker
- Richard Gräf (1899–1977), katholischer Priester, Spiritaner und Autor
- Maria Luise Weissmann (1899–1929), Lyrikerin

### 1901 bis 1950
- Erich Rosa (1901–1960), Diplom-Landwirt und Politiker (CSU), Mitglied des Bayerischen Landtags
- Theodor Vogel (1901–1977), Unternehmer, Schriftsteller und führender Freimaurer
- Otto Koch (1902–1948), Oberbürgermeister von Weimar im Dritten Reich
- Ludwig Geyer (1904–1992), Radrennfahrer
- Erhart Kästner (1904–1974), Schriftsteller und Bibliothekar
- Ludwig Voit (1906–2001), Pädagoge, Altphilologe und Rektor des Maximiliansgymnasium München
- Giselher Wirsing (1907–1975), Journalist
- Hans Sauer (1908–1966), Politiker (SPD), Abgeordneter des Bayerischen Landtages
- Johannes Baptist Schneyer (1908–1979), römisch-katholischer Theologe
- Karl Schlör von Westhofen-Dirmstein (1910–1997), Ingenieur, Schlör entwickelte den nach ihm benannten Schlörwagen
- Albin Kitzinger (1912–1970), Fußballnationalspieler, 1938 in die erste Europäische Fußballauswahl für das Spiel gegen England berufen
- Robert Bernard (1913–1990), Fußballnationalspieler, Olympia-Teilnehmer 1936
- Andreas Anderl Kupfer (1914–2001), Fußballnationalspieler, 1938 in die erste Europäische Fußballauswahl für das Spiel gegen England berufen, erster Kapitän der bundesdeutschen Nationalmannschaft
- Michael Gehring (1918–1969), Arzt, Sozialmediziner und Gesundheitspolitiker (SED)
- Karl Treutwein (1921–1985), Heimatforscher und Autor
- Anton Siebenhaar (1923–2000), Ruderer
- Wilhelm Baumann (1925–2015), Politiker (CSU)
- Albert Meyer (1926–2020), Jurist, Verwaltungsbeamter und Politiker
- G. Hubert Neidhart (1928–1999), Maler, Graphiker und Kunsterzieher
- Karl Haus (1928–2018), Musikwissenschaftler und Komponist
- Hubert Glaser (1928–2019), Historiker
- Herbert Müller (1929–2001), Bürgermeister
- Walter Habdank (1930–2001), Maler und Graphiker
- Werner Habicht (1930–2022), Anglist, Shakespeare-Forscher und Hochschullehrer
- Edi Ziegler (1930–2020), Radrennfahrer
- Gerhard Wehr (1931–2015), evangelischer Theologe, Mystik-Forscher, Publizist und Schriftsteller
- Dieter Frankenberger (1933–1997), Professor, Dipl. -Wirtschaftsingenieur
- Hans Knoblich (1933–2024), Wirtschaftswissenschaftler
- Hermann Schmidt-Kaler (1933–2015), Geologe
- Heinz Altschäffel (* 1934), Maler
- Walter Keller (1934–2023), Verwaltungsjurist, Politiker (CSU) und Landrat
- Otto Köhler (* 1935), Journalist und Publizist
- Ingrid Riedel (* 1935), Analytische Psychologin, Theologin, Germanistin, Religionspsychologin, Autorin und emeritierte Hochschullehrerin
- Michael Stein (1935–2009), niederländischer Journalist
- Willibald Folz (1936–2017), Wirtschaftswissenschaftler und Finanzbeamter
- Hans Glaab (1936–2015), Bodybuilder
- Kurt Petzold (1936–2020), Politiker (SPD) sowie Oberbürgermeister und Ehrenbürger von Schweinfurt
- Paul Maar (* 1937), Kinderbuchautor
- Ernst von Schönfeldt (* 1937), Richter und FDP-Politiker, MdBB
- Klaus Lang (* 1938), Opernsänger
- Hermann Rind (* 1939), Steuerberater und Politiker (FDP), Mitglied des Deutschen Bundestages
- Günter Traub (* 1939), Roll- und Eisschnellläufer, Olympiateilnehmer
- Ursula Strätz (1940–2011), Schauspielerin
- Günter Hein (* 1942), Lehrer und Schriftsteller
- Rolf Kupfer (1942–2015), Fußballspieler
- Gisela Notz (* 1942), Historikerin und Sozialwissenschaftlerin
- Gert Brunnhuber (* 1943), Fußballer
- Heide Froning-Kehler (* 1943), Klassische Archäologin, Hochschullehrerin
- Jürgen Traub (* 1943), Roll- und Eisschnellläufer, Olympiateilnehmer
- Gerlinde Bretzigheimer (* 1943), Altphilologin, Literaturwissenschaftlerin und Lehrerin
- Hans-Jürgen Kaatsch (* 1947), Rechtsmediziner
- Heide Simon (* 1947), Schauspielerin
- Helene Luise Köppel (* 1948), Schriftstellerin
- Frank Hofmann (* 1949), Politiker, MdB
- Sylvia Renz (* 1949), Schriftstellerin
- Claude Robert Ellner (* 1949), Diplomat
- Wolfgang Baumann (* 1949), Rechtsanwalt, Politiker, Umweltaktivist
- Bernie Paul (* 1950), Sänger
- Werner Neugebauer (* 1950), Gewerkschaftsfunktionär

### Ab 1951

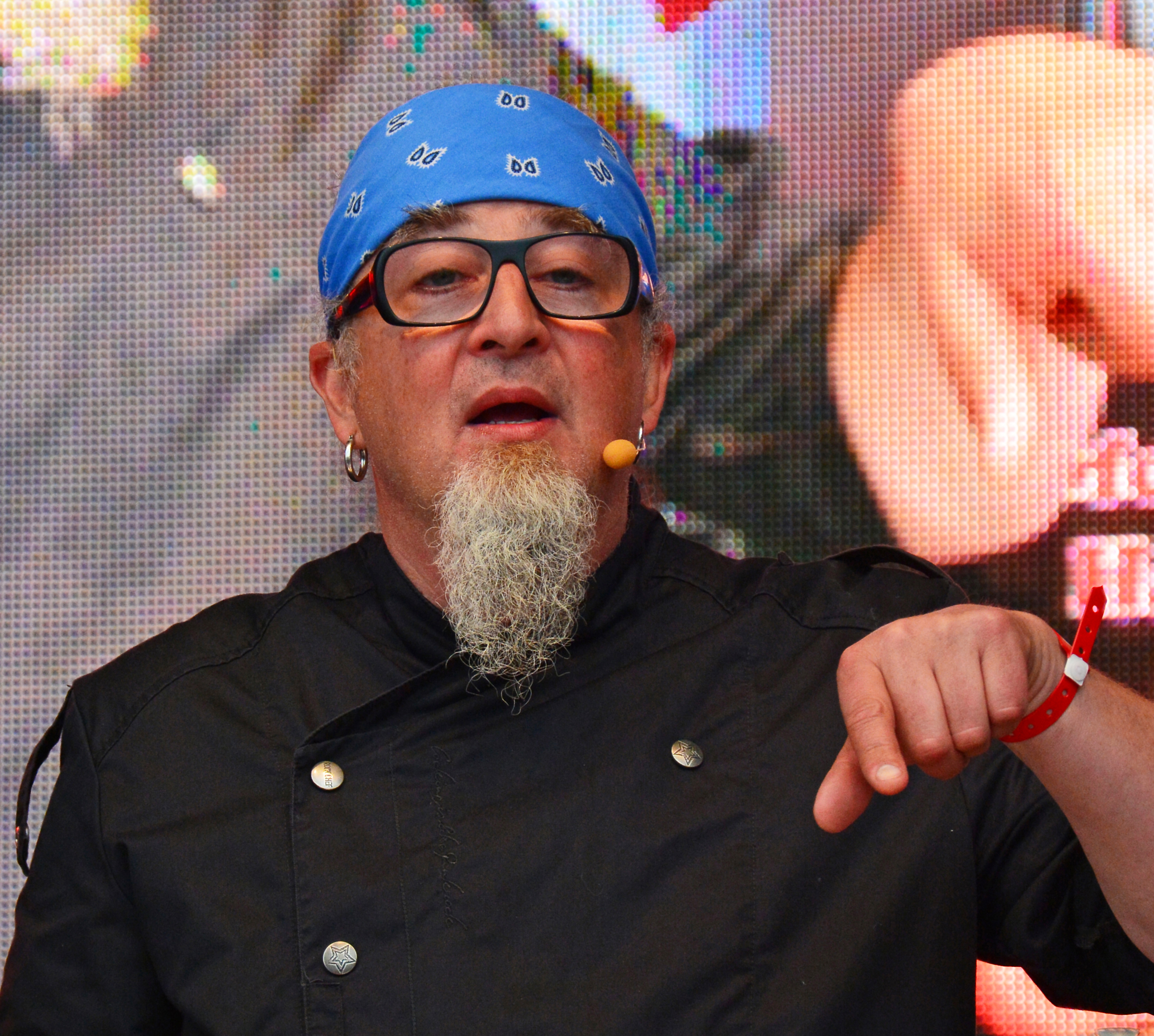
Stefan Marquard

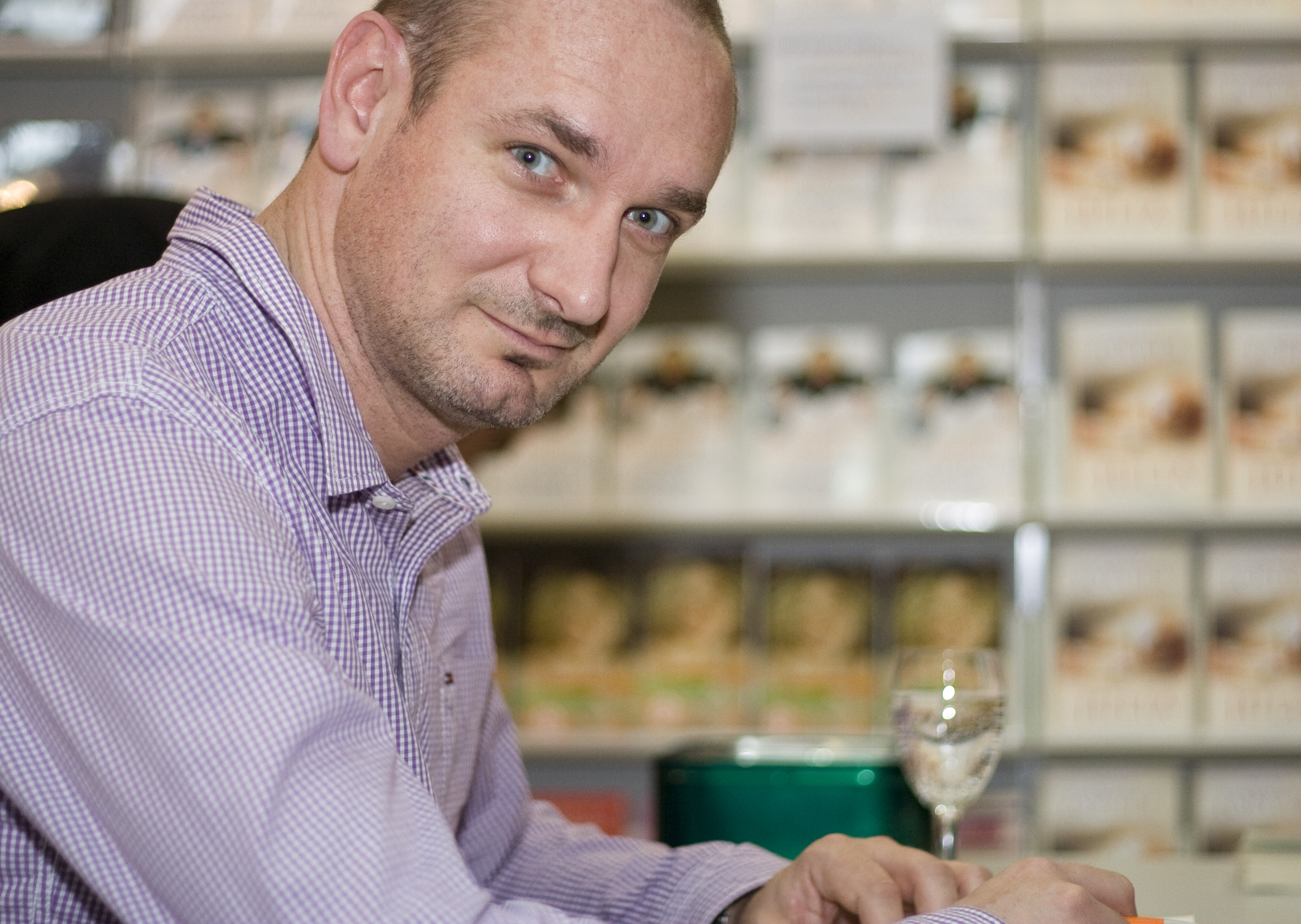
Tommy Jaud

- Astrid van Nahl (* 1951), skandinavistische Mediävistin, Publizistin und Übersetzerin
- Siegfried Kaidel (* 1951), Vorsitzender des Deutschen Ruderverbands
- Anton Schilhan (* 1952), Priester und römisch-katholischer Theologe
- Gerhard Haase-Hindenberg (* 1953), Schauspieler, Regisseur, Publizist und Buchautor
- Dorothea Klein (* 1954), germanistische Mediävistin
- Gerd Geyer (* 1956), apl. Professor für Paläontologie an der Universität Würzburg
- Wolfgang Heyder (* 1956), Basketball-Geschäftsführer, Politiker (SPD) im Bamberger Kreistag
- Michael Tröster (* 1956), Gitarrist
- Jürgen Meixensberger (* 1956), Neurochirurg und Klinikdirektor
- Werner Müller (* 1957), Theaterintendant
- Burkhard Müller (* 1959), Literaturkritiker und Autor
- Gerhard Eck (* 1960), Politiker (CSU)
- Herbert Warmuth (* 1960), Maler und Bildhauer
- Thomas Popp (* 1961), Verwaltungsjurist und politischer Beamter
- Ingrid Sattes (* 1961), Schauspielerin und Psychologin
- Ernst Reuß (* 1962), Jurist und Autor
- Sabine Carbon (* 1963), Dokumentarfilmerin und Schriftstellerin
- Brigitte Haas-Gebhard (* 1963), Archäologin
- Harald Reichert (* 1963), Physiker, Direktor an der European Synchrotron Radiation Facility
- Ivo Welch (* 1963), Ökonom und Hochschullehrer
- Christoph Brech (* 1964), Künstler
- Stefan Marquard (* 1964), Spitzenkoch
- Bernd Schuhmann (* 1964), Politiker (AfD)
- Claudia Wiener (* 1964), Altphilologin
- Remig Stumpf (1966–2019), Radrennfahrer
- Katja Grübel (* 1967), Drehbuchautorin
- Martin Schneider (* 1968), Fußballspieler
- Barbara Becker (* 1969), Politikerin (CSU)
- Martina Gießübel (* 1970), Politikerin (CSU)
- Tommy Jaud (* 1970), Drehbuchautor und Schriftsteller
- Mukadder Seyhan Yücel (* 1971), Hochschullehrerin für Germanistik
- Isabel Hessel (* 1973), Übersetzerin
- Matthias Keller (* 1974), Fußballspieler
- Daniel Föst (* 1976), Politiker (FDP)
- Sebastian Fickert (* 1976), Richter und Schriftsteller
- Cem Kaya (* 1976), Drehbuchautor und Regisseur
- Matze Rossi, bürgerlich: Matthias Nürnberger (* 1977), Sänger und Songwriter
- Olaf A. Schmitt (* 1977), Dramaturg
- Michael Wollny (* 1978), Jazzpianist
- Axel Schmitt (* 1981), Bäcker- und Konditormeister, Brot-Sommelier
- Max Kidd (* 1982), Schauspieler
- Steven Heelein (* 1984), Komponist und Kirchenmusiker
- Sebastian König (* 1984), Schauspieler und Moderator
- Jan-Martin Müller (* 1984), Schauspieler
- Christine Neder (* 1985), Autorin
- Sebastian Böhlen (* 1986), Jazzmusiker
- Stephan Schröck (* 1986), Fußballspieler
- Katharina Willinger (* 1986), Journalistin
- Paul Bießmann (* 1988), Pianist, Medien- und Digitalkünstler
- Fabian Sagstetter (* 1990), Faustball- und Volleyballspieler
- Anton Mangold (* 1991), Musiker
- Thomas Meißner (* 1991), Fußballspieler
- Timo Pitter (* 1992), Fußballspieler
- Johannes Geis (* 1993), Fußballspieler
- Sabina Ossyra (* 1995), Bahnradsportlerin
- Alexander Höller (* 1996), Künstler
- Timo Mauer (* 1997), Fußballspieler
- Valentin Reitstetter (* 1998), Fußballspieler
- Dominik Bokk (* 2000), Eishockeyspieler
- Tizian Hümmer (* 2003), Fußballspieler
- Johannes Schenk (* 2003), Fußballtorwart

## Personen, die mit der Stadt in Verbindung stehen
Hier werden bekannte Persönlichkeiten aufgeführt, die in Schweinfurt einen Teil ihres Lebens gewirkt haben oder noch wirken.

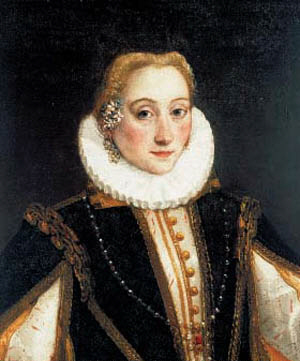
Olympia Fulvia Morata

Ernst Sachs

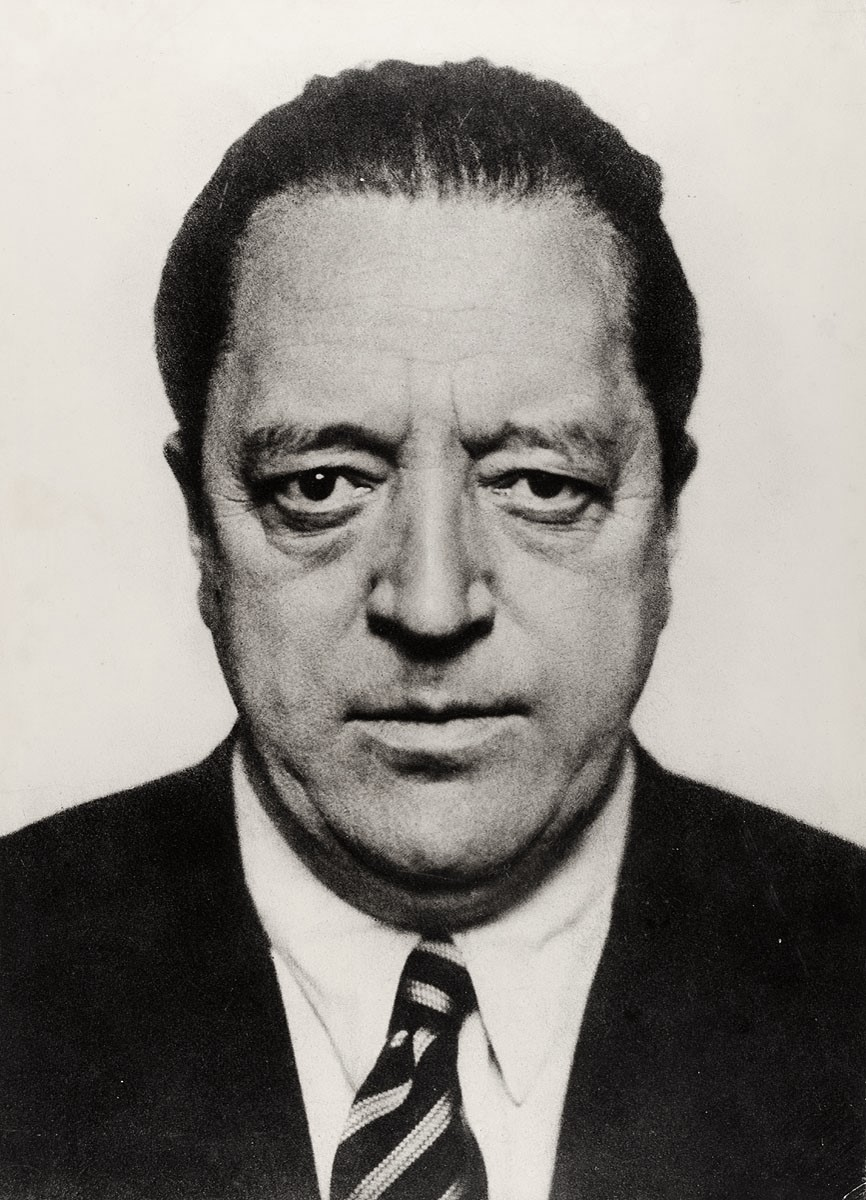
Ludwig Mies van der Rohe

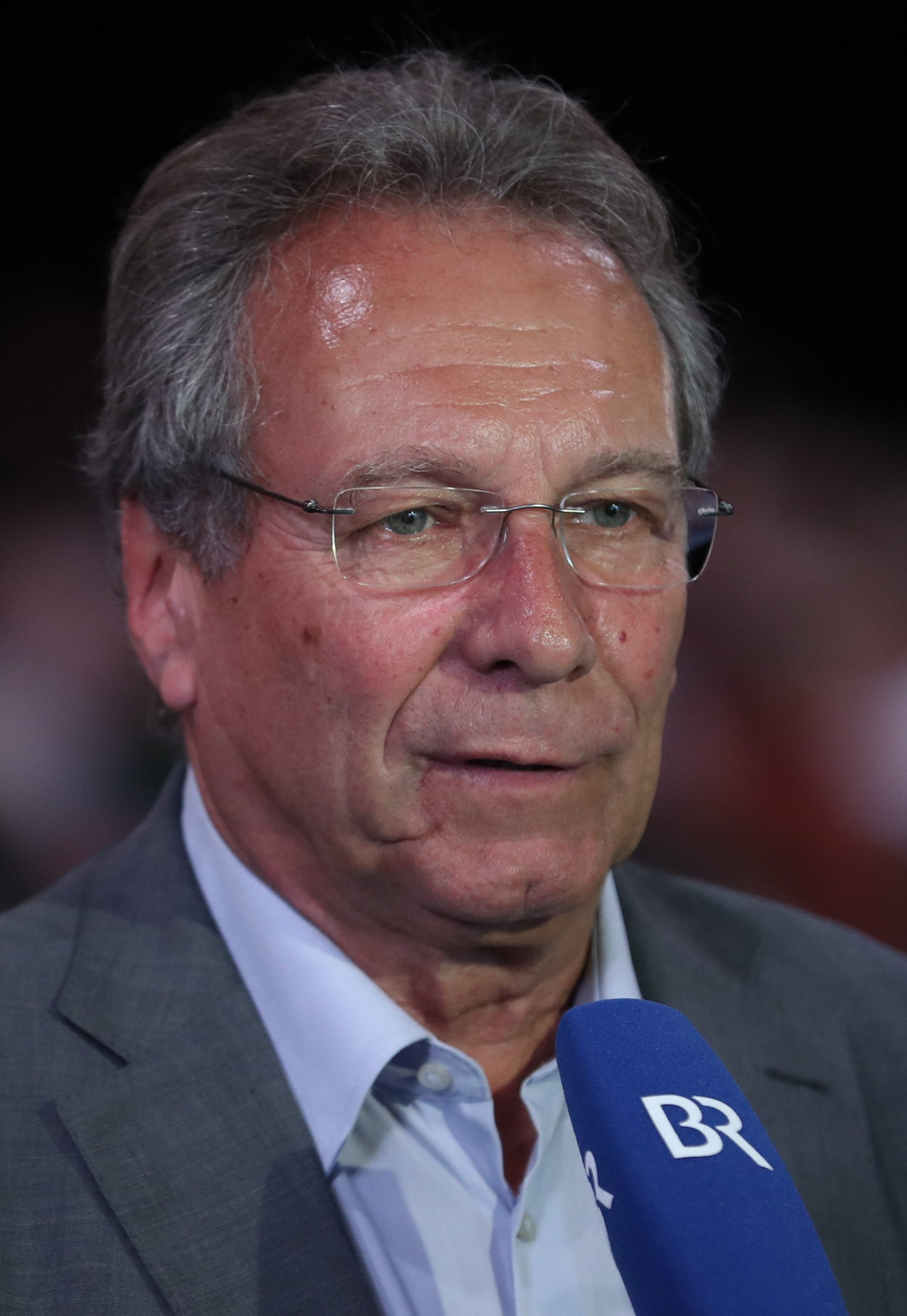
Klaus Ernst

- Johann Lindemann (1488–1554), Lehrer und evangelischer Theologe, er verstarb in Schweinfurt
- Johann Sutel (um 1504–1575), evangelischer Theologe und Reformator, er verfasste 1543 die Kirchenordnung eines ehrbaren Raths der hl. Reichsstadt Schweinfurt in Franken
- Olympia Fulvia Morata (1526–1555), Schriftstellerin, Humanistin, sie lebte in Schweinfurt
- Balthasar Rüffer (1534–1599), Oberbürgermeister von Würzburg, emigrierte 1588 aus Glaubensgründen in die Reichsstadt Schweinfurt, er verstarb auch dort
- Johann Michael Fehr (1610–1688), Mediziner, er verstarb in Schweinfurt
- Johann Wolfgang Friedrich Bönneken (1706–1769), Mediziner, er verstarb in Schweinfurt
- Conrad Geiger (1751–1808), Maler, er verstarb in Schweinfurt
- Wilhelm Sattler (1784–1859), Kunstsammler, war Unternehmer u. a. in Schweinfurt
- Heinrich Christian Beck (1805–1866), Pfarrer, Heimatforscher und Naturforscher, er war königlicher Pfarrer in Schweinfurt (Johanniskirche)
- Cornelius David Krieghoff (1815–1872), einer der bekanntesten kanadischen Maler des 19. Jahrhunderts, er wurde in Schweinfurt ausgebildet
- Carl von Schultes (1824–1896), Politiker, 1851–1896 Bürgermeister der Stadt Schweinfurt
- Wilhelm Höpflinger (1853–1928), Kugellagerfabrikant und Erfinder, er verstarb in Schweinfurt
- Ernst Sachs (1867–1932), Industrieller, Erfinder der Torpedo-Freilaufnabe, er verstarb in Schweinfurt
- Benno Merkle (1872–1959), Oberbürgermeister und Ehrenbürger der Stadt Schweinfurt
- Fritz Soldmann (1878–1945), USPD- und SPD-Politiker, bayer. Innenminister, Abgeordneter in Land und Reich, er war Gemeindebevollmächtigter in Schweinfurt
- Ludwig Mies van der Rohe (1886–1969), einer der bedeutendsten Architekten der Moderne
- Gretel Baumbach (1896–1983), Stadträtin (SPD) und Vereinsfunktionärin (AWO)
- Josef Alois Reinhart (1899–unbekannt), Politiker, Mitbegründer der NSDAP und der SA in Schweinfurt
- Ignaz Schön, Oberbürgermeister von Schweinfurt zwischen 1946 und 1956
- Ludwig Krug, Bürgermeister von Schweinfurt zwischen 1946 und 1952
- Franz Op den Orth (1902–1970), SPD-Landtagsabgeordneter, er war als Werkmeister bei der Generalvertretung der Krupp AG in Schweinfurt beschäftigt
- Heinrich Söller (1903–1997), Bildhauer, sein Hauptwirkungskreis und Jahrzehnte langer Wohnort war Schweinfurt
- Georg Wichtermann (1909–1997), Oberbürgermeister, Ehrenbürger
- Otto Schäfer (1912–2000), Industrieller und Kunstsammler
- Hans Appold (1919–1999), langjähriger CSU-Fraktionsvorsitzender und Ehrenpräsident der TG Schweinfurt
- Walter Rudolf Trux (1928–2018), Industriemanager, IBM, Generaldirektor des Vorstandes von F&S Schweinfurt
- Ernst Wilhelm Sachs (1929–1977), Industrieller, war in Schweinfurt tätig
- Harry Gelbfarb (1930–2005), Gründer des ersten deutschen Bodybuilding-Studios, war in der Armee in Schweinfurt stationiert
- Erich Kronauer (* 1930), Manager und Stifter, wohnt in Schweinfurt
- Gunter Sachs (1932–2011), Stellvertretender Vorsitzender des Aufsichtsrats der Sachs-Gruppe, Industriellen-Erbe, bekannter Playboy, Kunstsammler und Fotograf, in Mainberg bei Schweinfurt geboren
- Gustav Gunsenheimer (* 1934), Komponist und Chorleiter, Träger des Bundesverdienstkreuzes, wirkte er als Kantor an der St.-Lukas-Kirche in Schweinfurt
- Otto Wirth, Bürgermeister von 1996 bis 2002
- Max-Rainer Uhrig (1944–2025), Publizist, Herausgeber und Privatgelehrter, Rückertforscher, sein Abitur legte er 1964 am Alexander-von-Humboldt-Gymnasium Schweinfurt ab
- Norbert Kleinlein (* 1945), Maler und Bildhauer, Kleinlein lebt und arbeitet im Künstlerhof Oberndorf
- Hanns Peter Zwißler (* 1946), Lehrer und Schriftsteller, lebt seit 1977 in Schweinfurt
- Gudrun Grieser (* 1947 in Würzburg), Oberbürgermeisterin, Ehrenbürgerin, als Gymnasiallehrerin arbeitete sie von 1973 bis 1992 am Olympia-Morata-Gymnasium in Schweinfurt
- Klaus Ernst (* 1954), Gewerkschaftsfunktionär, Politiker (BSW), 1995 wurde er in Schweinfurt zum IG-Metall-Bevollmächtigten gewählt
- Klaus Rehberger, Politiker (CSU), Bürgermeister
- Sebastian Remelé (* 1969), Oberbürgermeister
- Sarah Kreuz (* 1989), Sängerin, ging in Schweinfurt zur Schule
- Herbert Trimbach (* 1954), Vorsitzender Richter am Oberlandesgericht, Ministerialdirigent, Kommunalpolitiker, langjähriger Richter am Landgericht Schweinfurt